# Gurania robusta
Gurania robusta là một loài thực vật có hoa trong họ Cucurbitaceae. Loài này được Suess. mô tả khoa học đầu tiên năm 1932.